# Meienberg (Sins)
Meienberg ist eine Ortschaft und ehemalige Kleinstadt im Kanton Aargau in der Schweiz. Das kleine Dorf gehört zur politischen Gemeinde Sins und war im Mittelalter eine Stadt, die 1386 von den Eidgenossen zerstört wurde und nie mehr ihre einstige Bedeutung zurückerlangte.

## Geographie
Meienberg liegt zwischen den Dörfern Auw und Sins und zählt rund 100 Einwohner. Der Ort besteht aus einigen Häusern an der alten Strasse, dem «Vorstädtli» im Baumgarten, der Oberstadt mit dem Stadtplatz auf der Anhöhe sowie einigen Häusern an den beiden umfliessenden Bächen. An die ehemalige Stadt erinnern die im Gelände noch sichtbaren Stadtgräben und die im Amtshaus eingegliederten Teile der Stadtmauer. Meienberg gehörte stets zur Pfarrei Sins.
Der Ort verfügt über ein historisches Gasthaus sowie Kleingewerbe. In der Oberstadt um den Stadtplatz entstanden vor kurzer Zeit neue Häuser. Von den historischen Häusern sind auf dem Stadtplatz nur noch das unter Denkmalschutz befindliche Amtshaus sowie das «Villigerhaus» erhalten geblieben. Die neuen Häuser im Baumgarten wie auf dem Stadtplatz bezwecken, den historischen Kern wiederzubeleben. Auf dem Gelände des ehemaligen Städtchens findet jeweils zu Beginn des Advents ein Weihnachtsmarkt statt.

## Geschichte

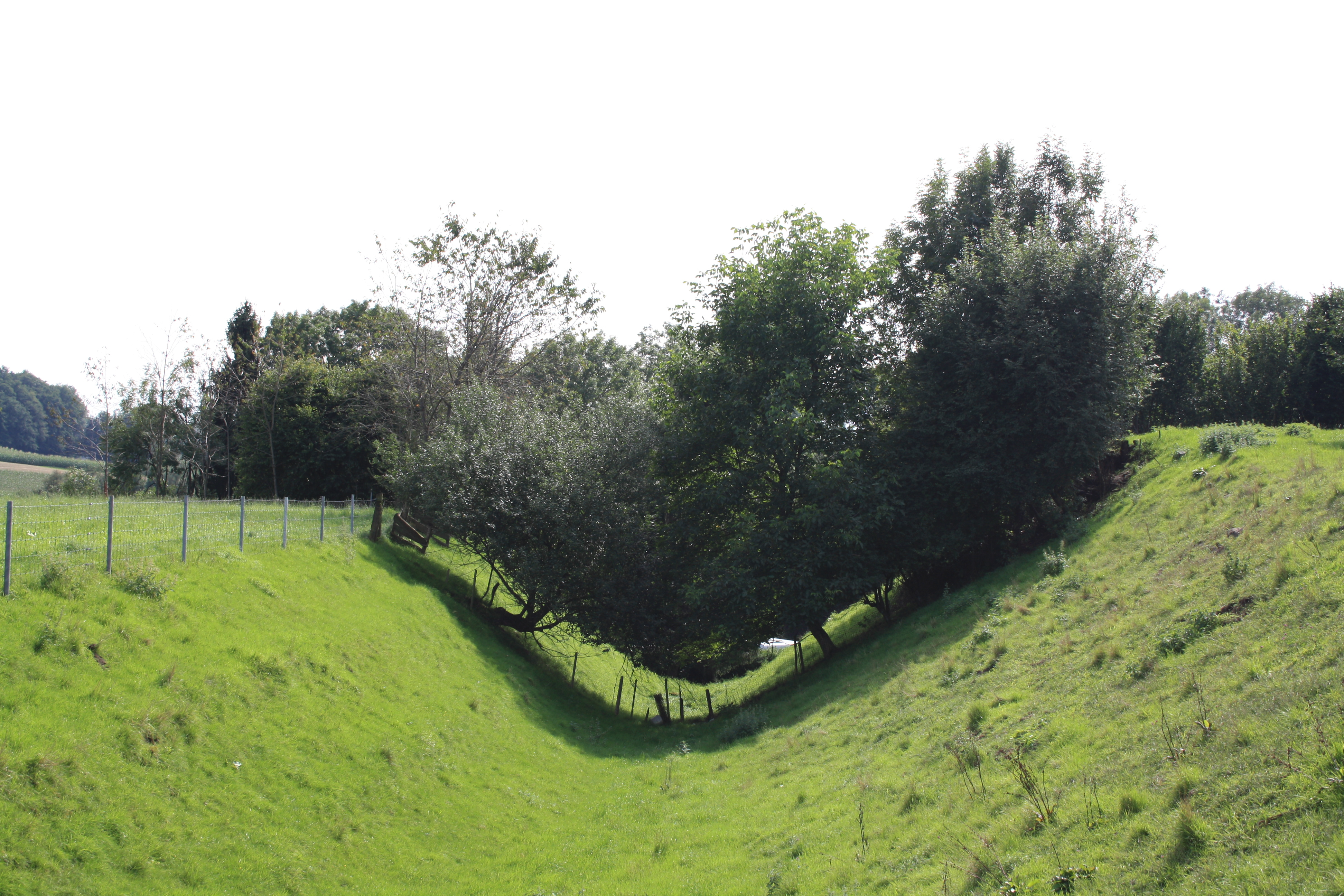
Ein Teil des Stadtgrabens

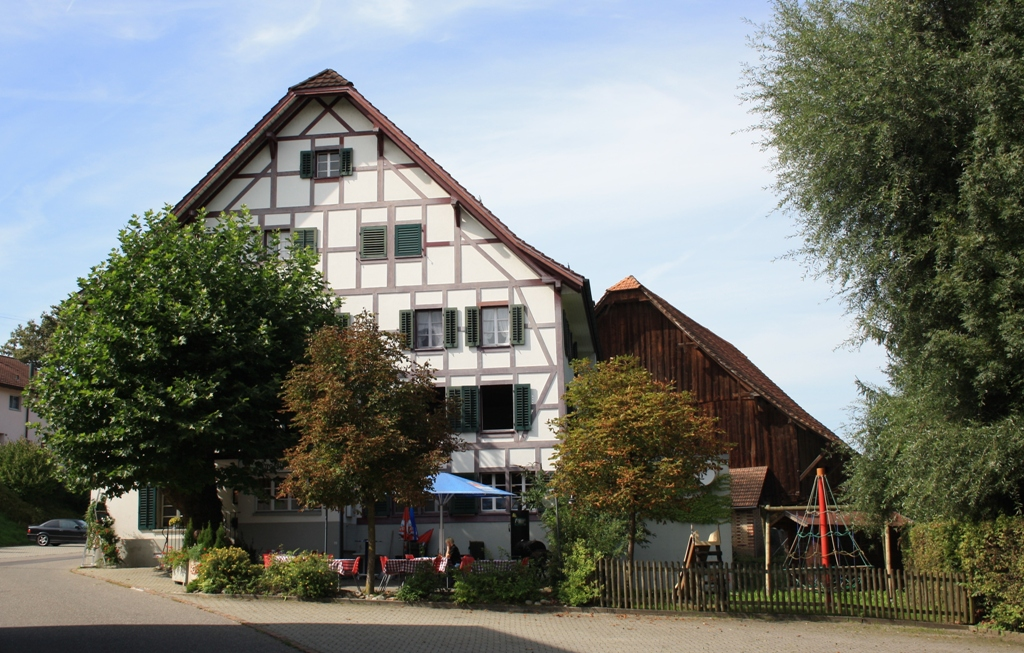
Restaurant in Meienberg

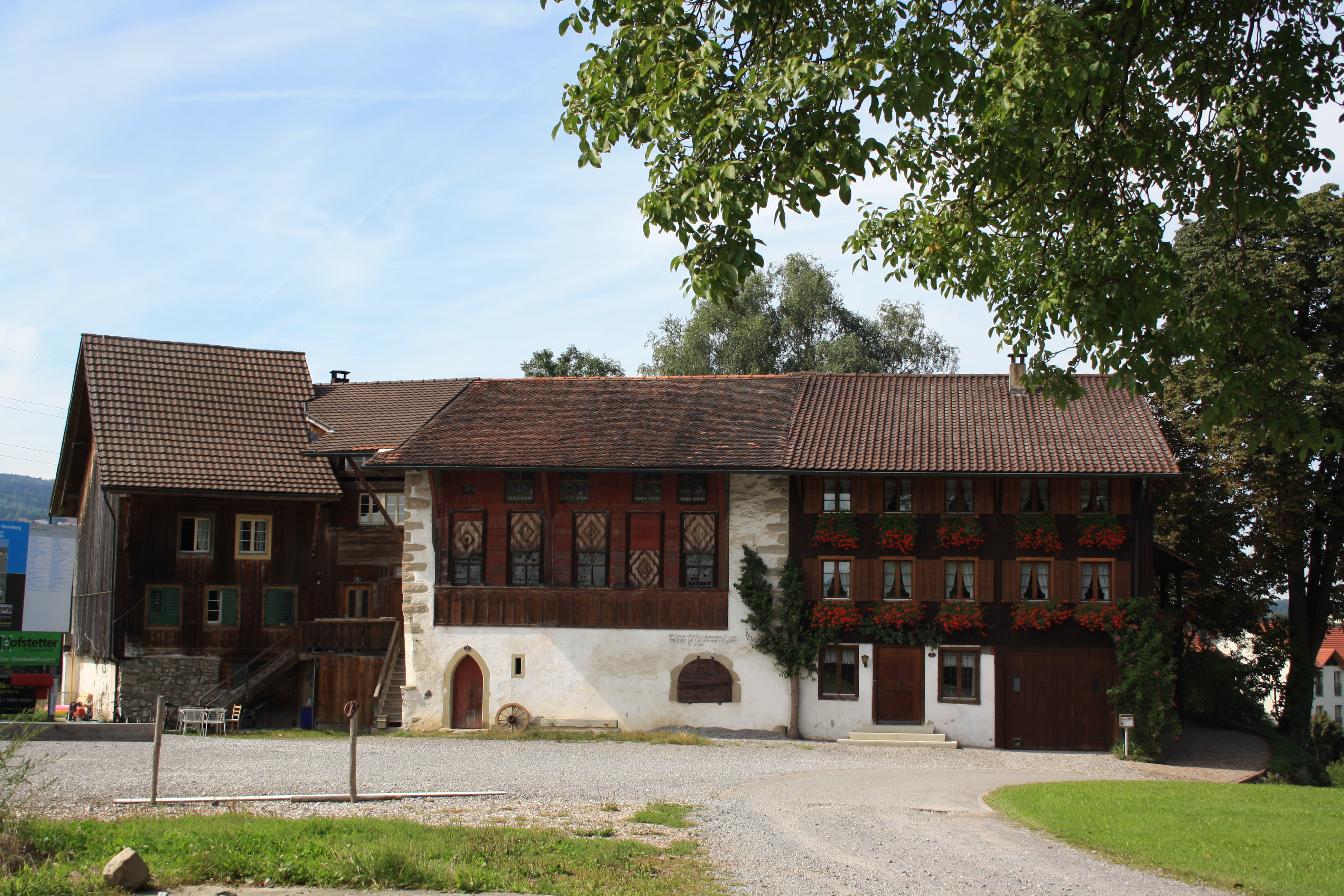
Ehemaliges Amtshaus in Meienberg

1247 wurde der Ort erstmals als «castrum» urkundlich erwähnt, 1258 als «civis». 1266 erscheint es als «oppidum». Meienberg ist eine habsburgische Gründung und wurde mit Turm und Ringmauer versehen. Das Geviert des Städtchens mass ungefähr 200 Meter, besass einen Sodbrunnen sowie eine Gerichtslinde. Eine grüne Linde auf einem Dreiberg ist auch das Wappen von Stadt und Amt Meienberg. Um 1300 besassen die Herren von Baldegg und Hünenberg das Burglehen. Meienberg verfügte weder über Stadtbann noch Friedkreis, aber über ein Marktrecht und weitgehende Weiderechte in der Umgebung. 1273 wird auch erstmals das Amt Meienberg erwähnt, das bis 1798 Bestand hatte. Die Bedeutung Meienbergs lag nicht in der eines städtischen Gemeinwesens, sondern war die eines festen Herrschaftspunktes.
Nach dem Habsburger Urbar von 1308 gehörten Hoch- und Niedergericht der Herrschaft Habsburg. Es wird auch erwähnt, dass die Gegend nur wenige Einkünfte erbrachte sowie das Städtchen niedergebrannt war. Der erste Brand Meienbergs geschah wahrscheinlich vor 1300 in der Fehde zwischen Rudolf von Habsburg-Laufenburg (dem Bischof von Konstanz) und Herzog Albrecht von Österreich. Im Habsburger Urbar wird auch zwischen dem Städtchen auf dem Hügel, das auf althabsburgischem Stammland und Privatbesitz erbaut wurde, und von den Bewohnern in der Au bei Meienberg unterschieden. 1359 verpfändete Herzog Rudolf IV. von Habsburg das Städtchen und das Amt an Ulrich Gessler. Die Gessler aus dem nahen Wiggwil waren seit 1251 in Meienberg begütert und nannten sich später auch nach dem Städtchen.
Im Zuge des sich verschärfenden Konflikts zwischen der Stadt Luzern und den Herzögen von Habsburg nahm Luzern am 5. Januar 1386 mehrere Neubürger aus Meienberg auf. Wenige Tage darauf, am 24. Januar, wurde Meienberg von den vereinigten Eidgenossen vereinnahmt. Der Gegenschlag des habsburgischen Landvogtes im Aargau folgte am 29. Januar, und die habsburgische Streitmacht schlug die eidgenössische Besatzung. Daraufhin zerstörte ein eidgenössisches Entsatzungsheer den Ort bis auf seine Grundmauern. Von dieser Zerstörung erholte sich Meienberg nie mehr und sank in der Folge auf eine kleine Bauernsiedlung herab. Obwohl der 1375 zum Ritter erhobene Heinrich Gessler den Wiederaufbau des Städtchens versuchte, wirkte sich die Lage des Ortes abseits wichtiger Flüsse und wirtschaftlich wichtiger Strassen hemmend aus, und zudem verhinderten auch die Eidgenossen einen solchen Wiederaufbau zielstrebig.
Mit der Eroberung des Aargaus kam Meienberg 1415 zu Luzern und blieb Verwaltungs- und Gerichtszentrum des Amtes. 1425 musste Luzern das Amt an die sechs alten Orte abtreten, und es wurde Teil der Freien Ämter. Geblieben ist Meienberg das Marktrecht mit Markttagen am 25. Januar, 29. September und 16. November. Das aus dem 16. Jahrhundert stammende Amtshaus diente als Verwaltungsgebäude des Amts- und Gerichtsschreibers. Ab dem 16. Jahrhundert diente das noch heute bestehende Gasthaus Kreuz an der alten Landstrasse als Gerichtsort des Landvogtes. Zuvor war oben im Städtchen das «Villigerhaus» als ehemaliges Gasthaus für diesen Zweck genutzt worden.
Im kurzlebigen helvetischen Kanton Baden wurde 1798 Meienberg zusammen mit Reussegg und der Winterhalde der Agentschaft Sins zugeteilt. Die Agentschaften von Aettenschwil (mit Alikon) und Sins bildeten wiederum die Munizipalität Meienberg. 1803 konstituierte sich im neuen eidgenössischen Kanton Aargau die Kirchgemeinde Sins unter dem Namen Meienberg als Gemeinde. 1942 wurde der Name in Sins geändert. Mit dem Bau der Kantonsstrasse von Auw über Sins nach Dietwil im Jahr 1853 geriet Meienberg weiter ins Abseits, da die neue Strasse am Ort vorbeiführt.
2005 wurde die im Boden erhaltene Gründungsanlage der Stadt ausgegraben. Die Grabungen ergaben, dass Meienberg bis zu seiner Zerstörung 1386 ein blühendes Wirtschafts- und Gewerbezentrum war. Zur Wiederbelebung des historischen Kerns entstanden zwischen 2000 und 2009 im Bereich des «Vorstädtli» sowie auf dem Stadtplatz neue Häuser.

## Sehenswürdigkeiten
Die wichtigste Sehenswürdigkeit ist das ehemalige Amtshaus in der Oberstadt. Nach der Zerstörung im Jahr 1386 wurde die Brandruine erst 1575 wieder bewohnbar gemacht; sein heutiges Aussehen erhielt das Gebäude im Jahr 1765. An der Strasse in Richtung Auw steht die 1553 errichtete Eligiuskapelle.

## Meienberger Sprache
Die Entstehungszeit der Meienberger Sprache lässt sich nicht mehr sicher bestimmen. Verschiedene Einflüsse legen aber die Mitte des 18. Jahrhunderts nahe, die erste schriftliche Erwähnung stammt von 1886. Der Wortschatz enthält Ähnlichkeiten mit der Sprache süddeutscher Wanderhändler, die meistens über das damals österreichische Fricktal in die Grafschaft Baden und die Freien Ämter reisten, um dort ihre Waren zu verkaufen. In Meienberg war Endstation, denn südlich und östlich versperrten die besser organisierten Alten Orte die weitere Einreise. Bereits nach 1850 dürfte die Meienberger Sprache langsam erloschen sein. Die Gründe mögen im Verschwinden des Handwerks und seiner ortseigenen Geselligkeit, in der die Sprache hatte blühen können, gelegen haben. Wie andere rotwelsche Sondersprachen, deckte auch der Meienberger Wortschatz nur bestimmte Sachbereiche aus dem Alltag ab: Beruf (Handwerke), Geselligkeit (Wirtshaus, Getränke, Spiele, Gesang, Rauchen) sowie Abgrenzung gegenüber Anderen (Übernamen für Nachbarorte und gegen das Bauerntum, das die bäuerlichen Handwerker Meienbergs nicht für voll nahm). Otto von Greyerz schrieb 1929: „Zu erwähnen ist immerhin das sog. Meienberger Jänisch, eine Art Rotwelsch, das sich in dem alten Städtchen Meienberg im aarg. Freiamt bis in den Anfang unsres Jahrhunderts erhalten hat. Meienberg soll ‚früher‘ geradezu eine Heimstätte fahrender Leute gewesen sein, deren Geheimsprache auf eine Zigeunerkarawane, die sich einst dauernd niedergelassen habe, zurückgeführt wird. Als im September 1914 der 81jährige Plazid Villiger in Meienberg starb, wurde er als der letzte bezeichnet, der noch das ‚Jänisch‘ oder ‚die alte Meienberger Sprache‘ gekonnt habe.“ Greyerz zitiert weiter eine Wortliste, die er von Hermann Villiger in Auw  nach den Aufzeichnungen eines alten Meienbergers erhalten habe. Diese „enthält u. a. folgende, in der Lautform zum Teil etwas abweichende Wörter des Berner Mattenenglisch: Fisel: Sohn, Bube, Model: Tochter, Mädchen, Sprussfetzer: Zimmermann (vgl. Spruss : Wald, Holz), Joli: Wein, Lein: Brot, Pome: Apfel, Kloft: Kleidung, Ghes (Chies): Geld, nobis: nichts, nein, schwäche: trinken, grumpe (vgl. grume): kaufen, vergrumpe: verkaufen.“